# 三笠郵便局
三笠郵便局（みかさゆうびんきょく）は北海道三笠市にある郵便局。民営化前の分類では集配普通郵便局であった。

## 概要
住所：〒068-2199 北海道三笠市高美町1-7
民営化直前の集配業務再編において、多くの集配普通郵便局は統括センターとなったが、当局は配達センターとされたため、民営化後も郵便事業株式会社の支店は併設されず、集配センターが併設された。

## 沿革
- 1904年（明治37年）3月25日 - 市来知（いちきしり）郵便受取所として開設[1]。
- 1905年（明治38年）4月1日 - 市来知郵便局（三等）となる。
- 1945年（昭和20年）4月1日 - 三笠郵便局に改称[2]。
- 1955年（昭和30年）2月11日 - 幌内炭山郵便局[3]から集配事務[4]および電話交換事務を移管[5]。
- 1957年（昭和32年）4月16日 - 萱野郵便局[6]から電話交換事務の取扱を移管。
- 1963年（昭和38年）9月15日 - 電話交換および和文電報配達業務を、三笠電報電話局に移管。
- 1972年（昭和47年）11月20日 - 三笠市多賀町から同市若松町に移転。
- 1983年（昭和58年）7月18日 - 特定郵便局から普通郵便局に局種別改定するとともに、幾春別郵便局から集配業務を移管。
- 1999年（平成11年） - 外国通貨の両替および旅行小切手の売買に関する業務取扱を開始。
- 2007年（平成19年）10月1日 - 民営化に伴い、併設された郵便事業岩見沢支店三笠集配センターに一部業務を移管。
- 2012年（平成24年）10月1日 - 日本郵便株式会社の発足に伴い、郵便事業岩見沢支店三笠集配センターを三笠郵便局に統合。

## 取扱内容
- 郵便、印紙、ゆうパック、内容証明
- 貯金、為替、振替、振込、国際送金、外貨両替・トラベラーズチェック、国債、投資信託
- 生命保険、バイク自賠責保険、自動車保険
- 地方公共団体事務（三笠市ごみ処理券・ごみ袋の販売）
- ゆうちょ銀行ATM
- 三笠市内の集配業務

## 周辺
- 三笠市役所
- 三笠市民会館
- 北海道三笠高等学校
- 三笠市立三笠総合病院

## アクセス
- 北海道中央バス 三笠市民会館停留所、三笠市営バス 市民会館停留所下車
- 道央自動車道 三笠ICから東へ約4km
- 駐車場あり：4台